# Oštarijska vrata
Oštarijska vrata (928 m) su prijevoj na Velebitu, na državnoj cesti D25. Povezuju Gospić s ličke strane i Karlobag s Jadranske strane.
Ova vrata dijele Velebit na sjeverozapadni niži i jugoistočni viši dio. Pored prijevoja je planinska kota 927 do koje vodi 38 kamenih stepenica i s koje se za vedra i lijepa vremena vide Apenini i talijanska obala.